# Ptilotrigonia
Ptilotrigonia is een uitgestorven geslacht van tweekleppigen uit de  familie van de Pterotrigoniidae. 

## Soorten
- † Ptilotrigonia bullennewtoni van Hoepen, 1929
- † Ptilotrigonia cricki (Newton, 1908)
- † Ptilotrigonia lauta van Hoepen, 1929
- † Ptilotrigonia lautissima van Hoepen, 1929
- † Ptilotrigonia plebeia van Hoepen, 1929